# Nationale Vergadering (Zuid-Afrika)
De Nationale Vergadering van Zuid-Afrika (Afrikaans: Nasionale Vergadering van Suid-Afrika, Engels: National Assembly of South Africa) is het lagerhuis van het parlement van Zuid-Afrika. De Nationale Vergadering is gehuisvest in Kaapstad, de wetgevende hoofdstad van Zuid-Afrika.
De Nationale Vergadering mag uit niet minder dan 350 en niet meer dan 400 leden bestaan. De recentste verkiezing van de Nationale Vergadering vond plaats op 29 mei 2024. In de legislatuur na deze verkiezingen telt het lagerhuis 400 leden, verdeeld over 18 partijen.
De voorzitter (speaker) zit de vergaderingen van de Nationale Vergadering voor. De speaker is in rang gelijk aan een kabinetsminister en wordt bijgestaan door een plaatsvervangend voorzitter (deputy speaker). De huidige voorzitter is Thoko Didiza van het Afrikaans Nationaal Congres (ANC). Zij bekleedt deze functie sinds 2024.
De Nationale Vergadering wordt via algemeen, enkelvoudig kiesrecht gekozen. Hierbij wordt het systeem van evenredige vertegenwoordiging gebruikt.

## Verkiezingen

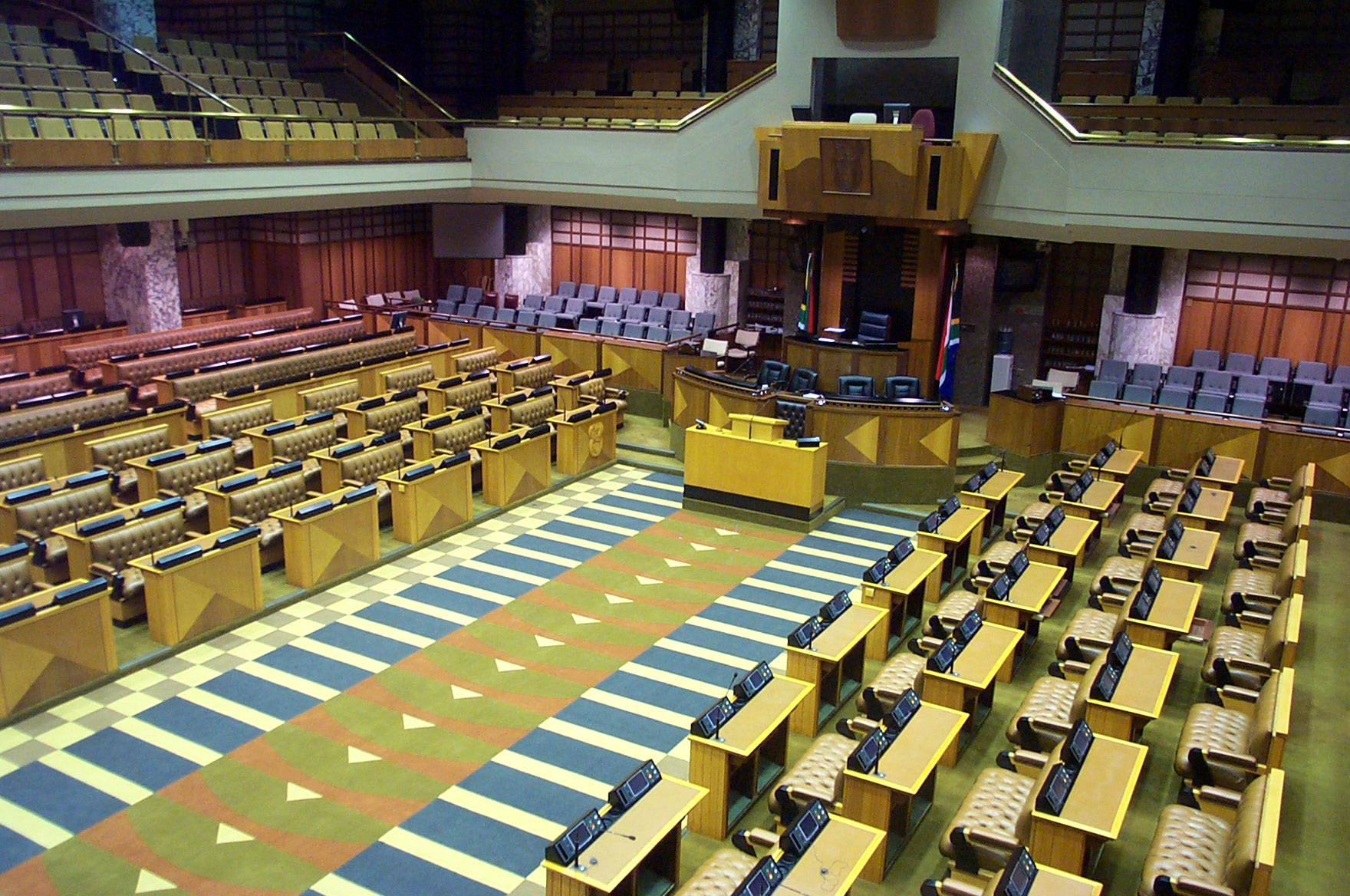
Interieur van de Nationale Vergadering in Kaapstad

De verkiezingen voor de Nationale Vergadering worden iedere vijf jaar gehouden. De eerste democratische parlementsverkiezingen vonden plaats in 1994. Het Afrikaans Nationaal Congres (ANC) is sindsdien telkens de grootste partij in de Nationale Vergadering geweest.
Bij de verkiezingen van 1994 veroverde het ANC, geleid door Nelson Mandela, een meerderheid van 252 zetels in de Nationale Vergadering, maar geen absolute tweederdemeerderheid. Ondanks de meerderheid van het ANC in de Nationale Vergadering werd een coalitieregering gevormd met de Nasionale Party van F.W. de Klerk en de Inkatha Freedom Party van Chief Mangosuthu Buthelezi. Bij de parlementsverkiezingen van 1999 won het ANC 266 zetels in de Nationale Vergadering en de coalitie werd voortgezet, echter zonder de Nuwe Nasionale Party (NNP, opvolger van de NP). De parlementsverkiezingen van 2004 resulteerden opnieuw in winst voor het ANC dat van 266 naar 279 zetels ging. Er werd een nieuwe coalitie gevormd, zonder de Inkatha Freedom Party (IFP), maar wel terug met de NNP van Marthinus van Schalkwyk. Later ging de NNP (de voormalige Apartheidspartij!) op in het ANC.
De dominantie van het ANC is sinds 2009 teruggelopen. Bij de verkiezingen van 2009 kende de partij voor het eerst een achteruitgang: met 264 zetels, een verlies van 15 zetels, verloor de partij de belangrijke twee-derden meerderheid in de Nationale Vergadering, en daarmee de mogelijkheid op grondwetswijzigingen. Bij de verkiezingen van 2014 raakte het ANC onder de toenmalige president Jacob Zuma nogmaals 15 zetels kwijt en vijf jaar later, bij de verkiezingen van 2019, viel de partij nog verder terug naar 230 zetels. Onder president Cyril Ramaphosa behaalde het ANC bij de verkiezingen van 2024 nog maar 159 zetels, waarmee uiteindelijk ook haar parlementaire meerderheid verloren ging. 

## "Floor crossing"
Er is veel ophef over het systeem van floor crossing in Zuid-Afrika. Dit houdt in dat parlementariërs in de Nationale Vergadering of de Nationale Raad van de Provincies zich bij een andere politieke fractie mogen aansluiten en hun zetel mogen behouden. Een voorbeeld: in augustus 2005 werd de NNP opgeheven en stapten alle NNP-parlementariërs over naar de ANC-fractie.

## Voorzitters
Sinds 1994 hebben de volgende personen gediend als voorzitter van de Nationale Vergadering:
| Periode    | Voorzitter | Voorzitter              | Partij |
| ---------- | ---------- | ----------------------- | ------ |
| 1994–2004  |            | Frene Ginwala           | ANC    |
| 2004–2008  |            | Baleka Mbete            | ANC    |
| 2008–2009  |            | Gwen Mahlangu-Nkabinde  | ANC    |
| 2009–2014  |            | Max Sisulu              | ANC    |
| 2014–2019  |            | Baleka Mbete            | ANC    |
| 2019–2021  |            | Thandi Modise           | ANC    |
| 2021–2024  |            | Nosiviwe Mapisa-Nqakula | ANC    |
| sinds 2024 |            | Thoko Didiza            | ANC    |

## Voetnoten
1. 1 2  Parliament of South Africa. Gearchiveerd op 21 oktober 2012. Geraadpleegd op 18 februari 2013.
2. ↑  Partijen in de Nationale Vergadering (2024)